# コンケーブ
コンケーブ (CONCAVE) はオーストラリア、メルボルンに本社を置くサッカースパイクを起源とする新興スポーツブランド。

## ブランドの由来
2000年にその原型が開発されたインパクト時の正確性とパワーを向上させる凹型（コンケーブ）の構造（POWERSTRIKE TECHNOLOGY=パワーストライクテクノロジー)。

## ブランドの歴史
オーストラリアンフットボールリーグ（Aリーグ)のプロ選手であったマイケル・ピーターソンによって、特殊な凹型の構造が生み出す正確性とパワーを最大限に引き出す機能が認められた。その後、Michael Petersen（マイケル・ピーターソン）はスポーツ関連の分野で活躍していた弁護士のAndrew Neophitou（アンドリュー・ネオ）、ビジネスマンのRay King（レイ・キング）とともにオーストラリアのメルボルンにConcave International社を設立した。2002年には正確性とパワーを最大限に引き出す凹型構造についての特許を取得。オーストラリアサッカーU-20代表のチームマネージャーであったAndrew Theoklitos（アンドリュー・セオ）が経営陣に参加し、サッカー用のスパイクとしてFIFAの承認を取得。2005年にAndrew Theoklitos（アンドリュー・セオ）の兄でプロサッカー選手であったMichael Theoklitos（マイケル・セオ）によりFIFA公認の試合で使用され、本格的にサッカー市場に参入した。

## ブランドロゴ
サッカースパイクのインステップにある凹（コンケーブ）部分にボールがインパクトする瞬間を表現したもの。

## 創業者略歴
マイケル・ピーターソン
1988 – ソウルオリンピック準々決勝進出（オーストラリア代表メンバー）
1987 – UEFAチャンピオンズリーグ優勝（アヤックス：オランダ） 
1986,1991 – オーストラリアナショナルリーグ優勝 (ブランズウィックゼブラス、サウスメルボルン）

## ブランドアンバサダー
- Mesut Özil（メスト　エジル）
- Givanildo Vieira de Souza（フッキ）2021年で終了